# Kandace Springs
Kandace Springs (Nashville, 17 gennaio 1989) è una cantante e pianista jazz statunitense.

## Biografia
Kandace Springs è nata a Nashville, Tennessee, Stati Uniti, nel 1989. Suo padre Scat Springs è stato un cantante di sessione a Nashville. All'età di dieci anni iniziò le lezioni di piano. È cresciuta ascoltando jazz e cantanti soul come Nina Simone. Si è trasferita in seguito a New York per lavorare con Carl Sturken e Evan Rogers.
Nel 2014 ha pubblicato il suo omonimo EP di debutto per l'etichetta jazz Blue Note Records. Ha collaborato con Ghostface Killah nel suo singolo del 2014 Love Do not Live Here No More. Si è esibita dal vivo in diversi programmi TV: The Late Show con David Letterman, Jimmy Kimmel Live!, The Tonight Show con Jimmy Fallon e Later... con Jools Holland. A Prince deve la sua ribalta sulla scena nazionale quando le ha chiesto di esibirsi con lui sul palco.
Per il suo album 2016 Soul Eyes ha lavorato con Sturken e Rogers, ma ha anche attratto il produttore Larry Klein, che l'ha elogiata come talento naturale. 
 Il suo album Indigo del 2018 è stato prodotto da Karriem Riggins. Combina la tradizione del jazz vocale con le influenze R & B moderne.

## Discografia
- Albums
  - 2016 Soul Eyes
  - 2018 Indigo
  - 2020 The Women Who Raised Me
  - 2022 My Name Is Sheba

- EPs
  - 2014 Kandace Springs
- Collaborazioni
  - 2014 Love Don't Live Here No More (con Ghostface Killah)
  - 2015 Stay Clear (con Black Violin)
  - 2016 New York Minute (con Lang Lang)
  - 2017 Daydream (con Ambrose Akinmusire)
  - 2018 Faded (con Kings of Tomorrow)